# Julie Leach
Julie Leach née le 23 février 1957 à Pasadena en Californie est un triathlète américaine vainqueur de l’édition d'octobre 1982 de l'Ironman d'Hawaï.

## Biographie
Julie Leach pratique tout d'abord le canoë-kayak et participe aux Jeux olympiques d'été en 1976, où elle finit septième de la  course en ligne sur 500 mètres en 2 min 6 s 092 à l'âge de 19 ans.  
Après les Jeux olympiques d'été de Moscou en 1980, elle est à la recherche d'un nouveau défi. À la fin des années 1970, elle court le marathon en 3 h 2 étant une des vingt femmes les plus rapides des États-Unis sur cette distance, elle se lance alors dans le triathlon en 1981. 
Elle participe et remporte en octobre 1982 l'Ironman d'Hawaï.
Elle s'est mariée en 1975 avec le canoéiste Bill Leach, ils ont ensemble deux enfants. Elle arrête toute carrière professionnelle sportive en 2001.

## Palmarès
Le tableau présente les résultats les plus significatifs (podium) obtenus sur le circuit international de triathlon depuis 1982.
| Année        | Compétition     | Pays       | Position | Temps           |
| ------------ | --------------- | ---------- | -------- | --------------- |
| Octobre 1982 | Ironman d'Hawaï | États-Unis |          | 10 h 54 min 8 s |